# Nicolaas van der Waay
Nicolaas van der Waay, né à Amsterdam (Pays-Bas) le 15 octobre 1855 et mort dans cette ville le 18 décembre 1936, est un peintre , aquarelliste, dessinateur et lithographe néerlandais.

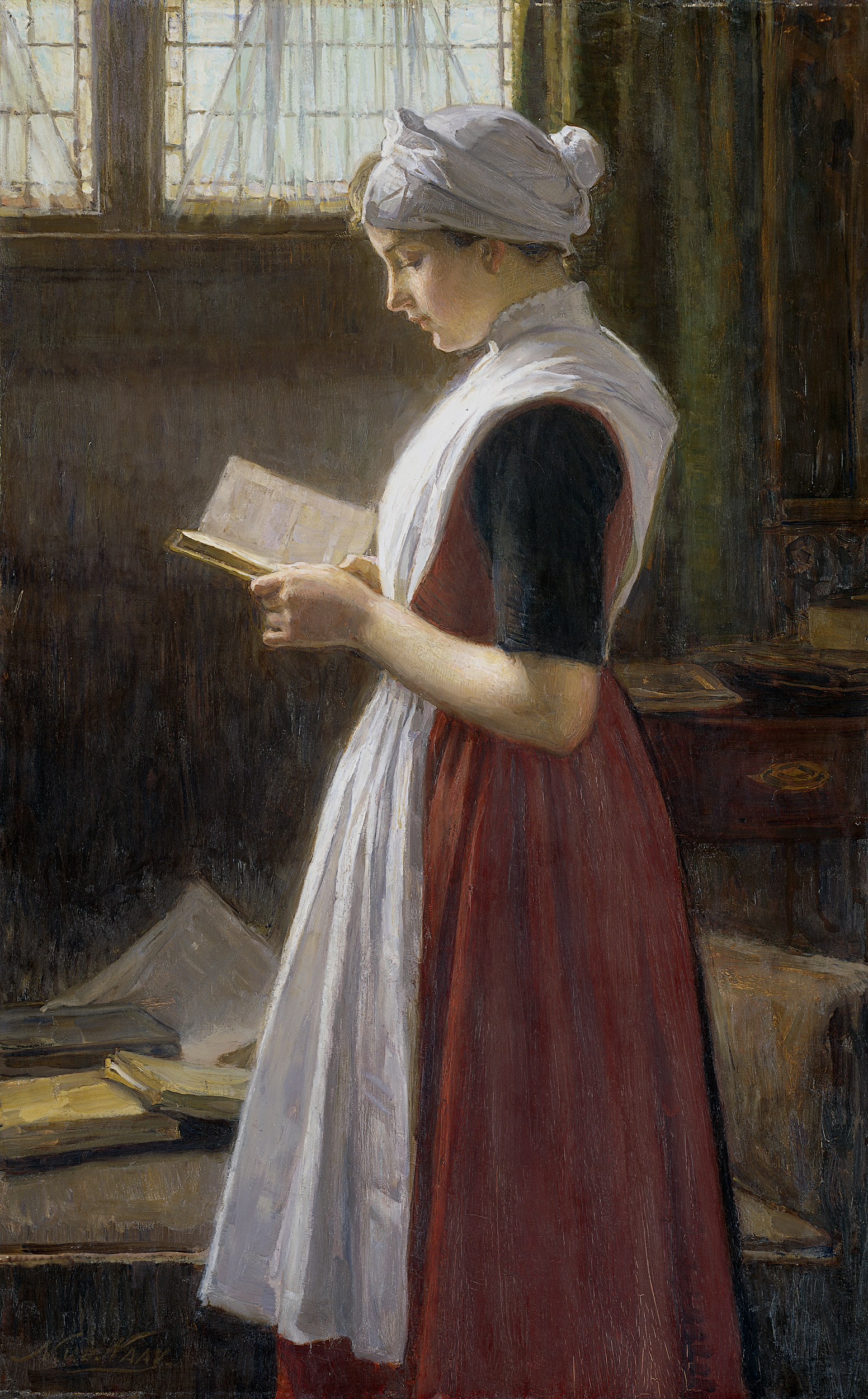
Amsterdams weesmeisje, Rijksmuseum Amsterdam.